# 16. ceremonia wręczenia nagród Gildii Aktorów Ekranowych
16. ceremonia wręczenia nagród Gildii Aktorów Ekranowych za rok 2009, odbyła się 23 stycznia 2010 roku w Shrine Exposition Center w Los Angeles. Galę transmitowała stacja TNT. Nagrody przyznawane były za wybitne osiągnięcia w sztuce aktorskiej w minionym roku.
17 grudnia 2009 roku w Los Angeles' Pacific Design Center's Silver Screen Theater Michelle Monaghan i Chris O’Donnell ogłosili nominacje.
Najwięcej nominacji w kategoriach produkcji kinowych otrzymały trzy tytuły: W chmurach, Bękarty wojny i Hej, skarbie. Filmy otrzymały po trzy nominacje.
Podobnie w kategoriach nagród telewizyjnych, tylko trzy seriale otrzymały nie więcej niż trzy nominacje, są to: Podkomisarz Brenda Johnson, Dexter i Rockefeller Plaza 30.

## Laureaci i nominowani
Laureaci nagród wyróżnieni są wytłuszczeniem

### Produkcje kinowe

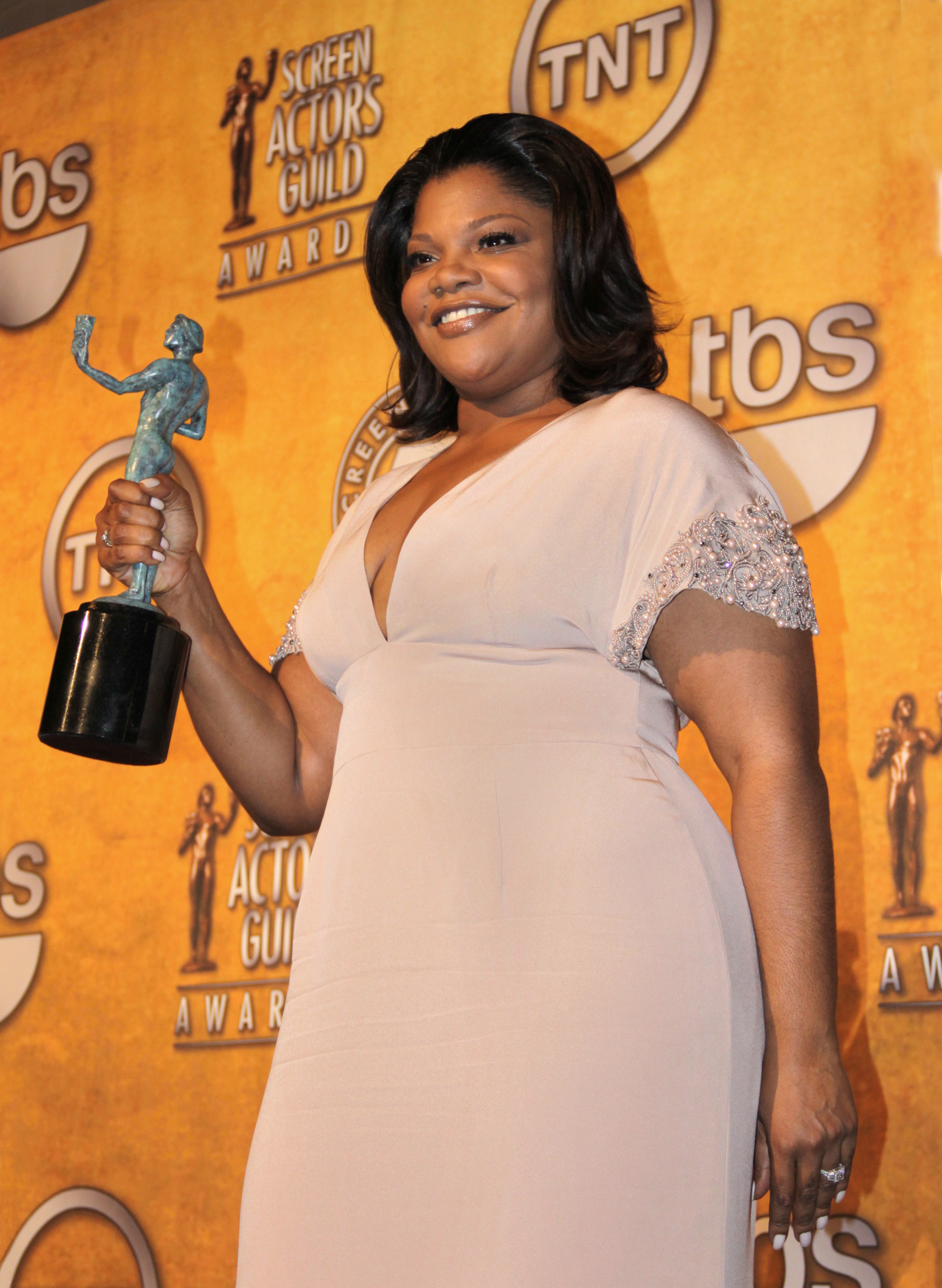
Mo’Nique wraz z nagrodą dla najlepszej aktorki drugoplanowej.

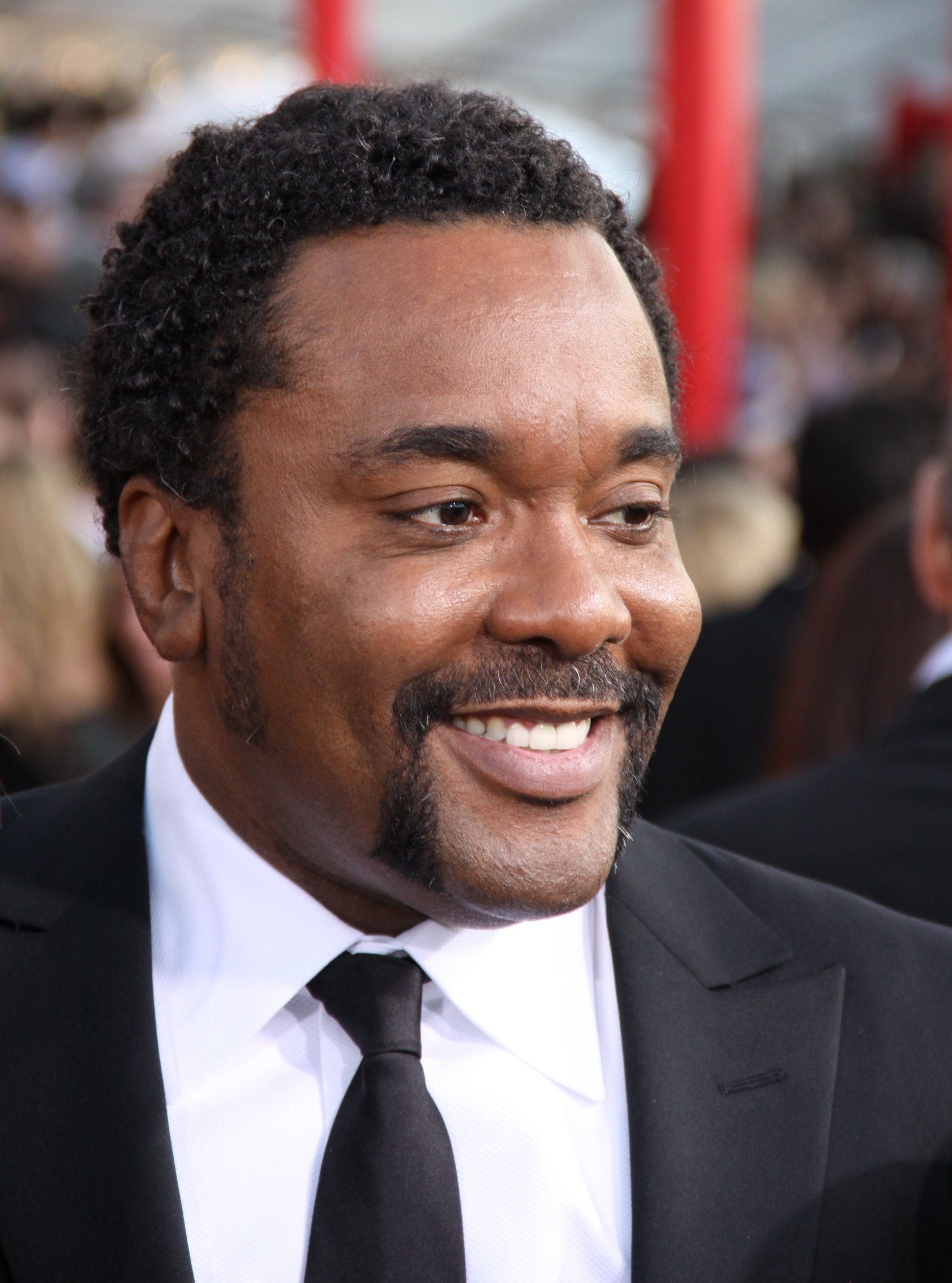
Lee Daniels, reżyser filmu Hej, skarbie.

#### Wybitny występ aktora w roli pierwszoplanowej
- Jeff Bridges – Szalone serce
  - George Clooney – W chmurach
  - Colin Firth – Samotny mężczyzna
  - Morgan Freeman – Invictus – Niepokonany
  - Jeremy Renner – The Hurt Locker. W pułapce wojny

#### Wybitny występ aktorki w roli pierwszoplanowej
- Sandra Bullock – Wielki Mike. The Blind Side
  - Helen Mirren – Ostatnia stacja
  - Carey Mulligan – Była sobie dziewczyna
  - Gabourey Sidibe – Hej, skarbie
  - Meryl Streep – Julie i Julia

#### Wybitny występ aktora w roli drugoplanowej
- Christoph Waltz – Bękarty wojny
  - Matt Damon – Invictus – Niepokonany
  - Woody Harrelson – W imieniu armii
  - Christopher Plummer – Ostatnia stacja
  - Stanley Tucci – Nostalgia anioła

#### Wybitny występ aktorki w roli drugoplanowej
- Mo’Nique – Hej, skarbie
  - Penélope Cruz – Dziewięć
  - Vera Farmiga – W chmurach
  - Anna Kendrick – W chmurach
  - Diane Kruger – Bękarty wojny

#### Wybitny występ zespołu aktorskiego w filmie kinowym
- Bękarty wojny
  - Była sobie dziewczyna
  - The Hurt Locker. W pułapce wojny
  - Dziewięć
  - Hej, skarbie

#### Wybitny występ zespołu kaskaderskiego w filmie kinowym
- Star Trek
  - Wrogowie publiczni
  - Transformers: Zemsta upadłych

### Produkcje telewizyjne

Alec Baldwin wraz z nagrodą dla najlepszego aktora w serialu komediowym.

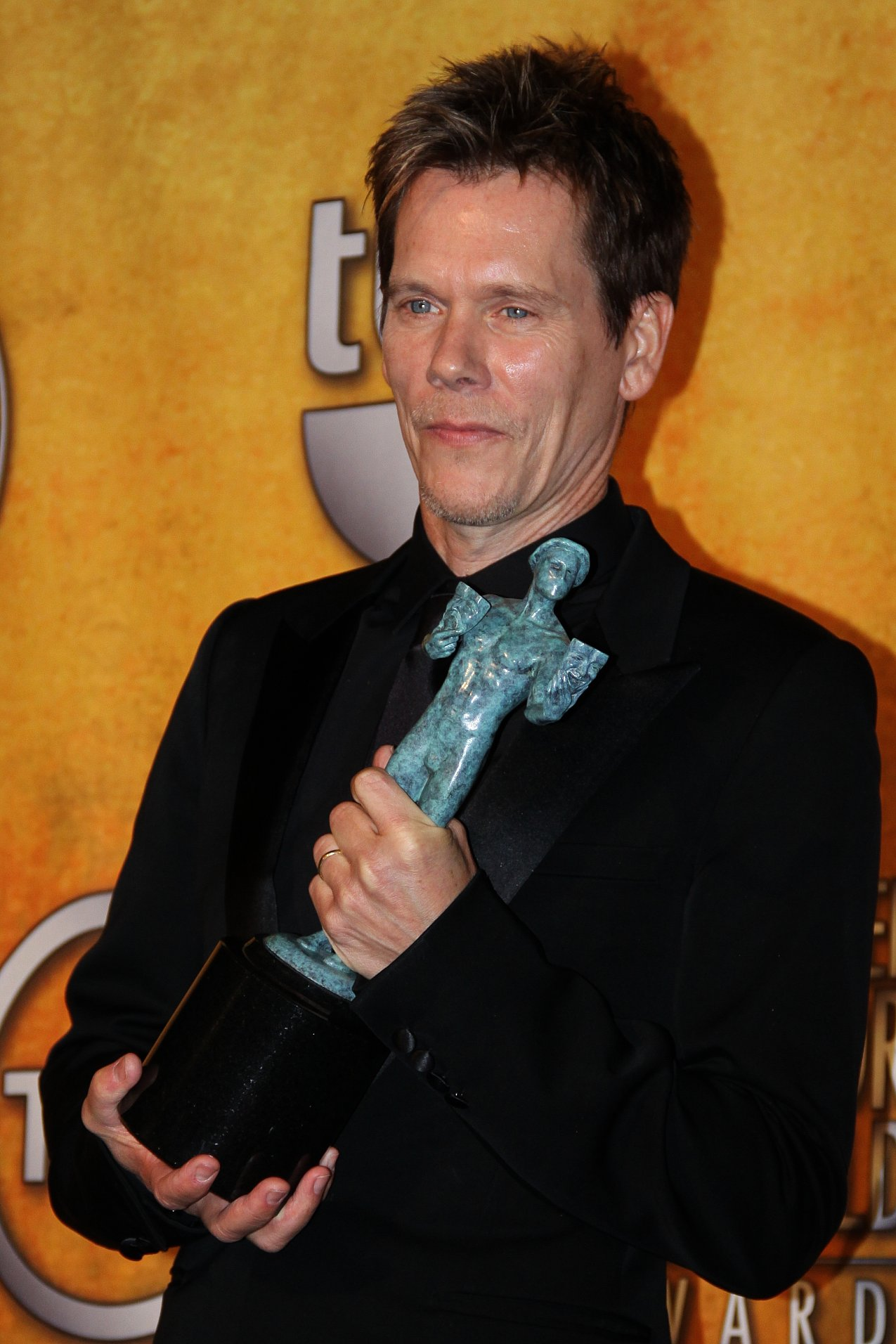
Kevin Bacon wraz z nagrodą dla najlepszego aktora w filmie telewizyjnym lub miniserialu.

#### Wybitny występ aktora w miniserialu lub filmie telewizyjnym
- Kevin Bacon – Podróż powrotna
  - Cuba Gooding Jr. – Cudowne ręce: Opowieść o Benie Carsonie
  - Jeremy Irons – Georgia O’Keeffe
  - Kevin Kline – Great Performances: Cyrano de Bergerac
  - Tom Wilkinson – Numer

#### Wybitny występ aktorki w miniserialu lub filmie telewizyjnym
- Drew Barrymore – Szare ogrody
  - Joan Allen – Georgia O’Keeffe
  - Ruby Dee – America
  - Jessica Lange – Szare ogrody
  - Sigourney Weaver – Modlitwy za Bobby’ego

#### Wybitny występ aktora w serialu dramatycznym
- Michael C. Hall – Dexter
  - Simon Baker – Mentalista
  - Bryan Cranston – Breaking Bad
  - Jon Hamm – Mad Men
  - Hugh Laurie – Dr House

#### Wybitny występ aktorki w serialu dramatycznym
- Julianna Margulies – Żona idealna
  - Patricia Arquette – Medium
  - Glenn Close − Układy
  - Mariska Hargitay – Prawo i bezprawie
  - Holly Hunter – Ocalić Grace
  - Kyra Sedgwick – Podkomisarz Brenda Johnson

#### Wybitny występ aktora w serialu komediowym
- Alec Baldwin – Rockefeller Plaza 30
  - Steve Carell – Biuro
  - Larry David – Pohamuj entuzjazm
  - Tony Shalhoub – Detektyw Monk
  - Charlie Sheen – Dwóch i pół

#### Wybitny występ aktorki w serialu komediowym
- Tina Fey – Rockefeller Plaza 30
  - Christina Applegate – Kim jest Samantha?
  - Toni Collette – Wszystkie wcielenia Tary
  - Edie Falco – Siostra Jackie
  - Julia Louis-Dreyfus – Nowe przygody starej Christine

#### Wybitny występ zespołu aktorskiego w serialu dramatycznym
- Mad Men
  - Podkomisarz Brenda Johnson
  - Dexter
  - Żona idealna
  - Czysta krew

#### Wybitny występ zespołu aktorskiego w serialu komediowym
- Glee
  - Rockefeller Plaza 30
  - Pohamuj entuzjazm
  - Współczesna rodzina
  - Biuro

#### Wybitny występ zespołu kaskaderskiego w serialu telewizyjnym
- 24 godziny
  - Podkomisarz Brenda Johnson
  - Dexter
  - Herosi
  - Jednostka

### Nagroda za osiągnięcia życia
- Betty White